# William Ronald Campbell Penney
Sir William Ronald Campbell Penney, britanski general, * 1896, † 1964.